# Макупин
Маку́пин (англ. Macoupin County) — округ в штате Иллинойс, США. Официально образован в 1829 году. По состоянию на 2010 год, численность населения составляла 47 765 человек.

## География
По данным Бюро переписи США, общая площадь округа равняется 2 248,122 км2, из которых 2 235,172 км2 — суша, и 4,700 км2, или 0,500 % — это водоемы.

## Население
По данным переписи населения 2000 года в округе проживает 49 019 жителей в составе 19 253 домашних хозяйств и 13 631 семьи. Плотность населения составляет 22,00 человека на км2. На территории округа насчитывается 21 097 жилых строений, при плотности застройки около 9,00-ти строений на км2. Расовый состав населения: белые — 97,99 %, афроамериканцы — 0,82 %, коренные американцы (индейцы) — 0,22 %, азиаты — 0,18 %, гавайцы — 0,03 %, представители других рас — 0,15 %, представители двух или более рас — 0,61 %. Испаноязычные составляли 0,62 % населения независимо от расы.
В составе 31,40 % из общего числа домашних хозяйств проживают дети в возрасте до 18 лет, 58,10 % домашних хозяйств представляют собой супружеские пары, проживающие вместе, 8,90 % домашних хозяйств представляют собой одиноких женщин без супруга, 29,20 % домашних хозяйств не имеют отношения к семьям, 25,60 % домашних хозяйств состоят из одного человека, 13,70 % домашних хозяйств состоят из престарелых (65 лет и старше), проживающих в одиночестве. Средний размер домашнего хозяйства составляет 2,48 человека, и средний размер семьи 2,97 человека.
Возрастной состав округа: 24,60 % — моложе 18 лет, 8,30 % — от 18 до 24, 26,70 % — от 25 до 44, 22,90 % — от 45 до 64, и 22,90 % — от 65 и старше. Средний возраст жителя округа — 39 лет. На каждые 100 женщин приходится 94,90 мужчин. На каждые 100 женщин старше 18 лет приходится 90,90 мужчин.
Средний доход на домохозяйство в округе составлял 36 190 USD, на семью — 43 021 USD. Среднестатистический заработок мужчины был 34 369 USD против 22 293 USD для женщины. Доход на душу населения составлял 17 298 USD. Около 7,10 % семей и 9,40 % общего населения находились ниже черты бедности, в том числе — 12,50 % молодежи (тех, кому ещё не исполнилось 18 лет) и 7,90 % тех, кому было уже больше 65 лет.